# Coptops pascoei
Coptops pascoei es una especie de escarabajo longicornio del género Coptops, tribu Mesosini, subfamilia Lamiinae. Fue descrita científicamente por Gahan en 1894.

## Descripción
Mide 11-19 milímetros de longitud.

## Distribución
Se distribuye por Camboya, China, Laos, Birmania, Tailandia y Vietnam.